# Lux (tvål)

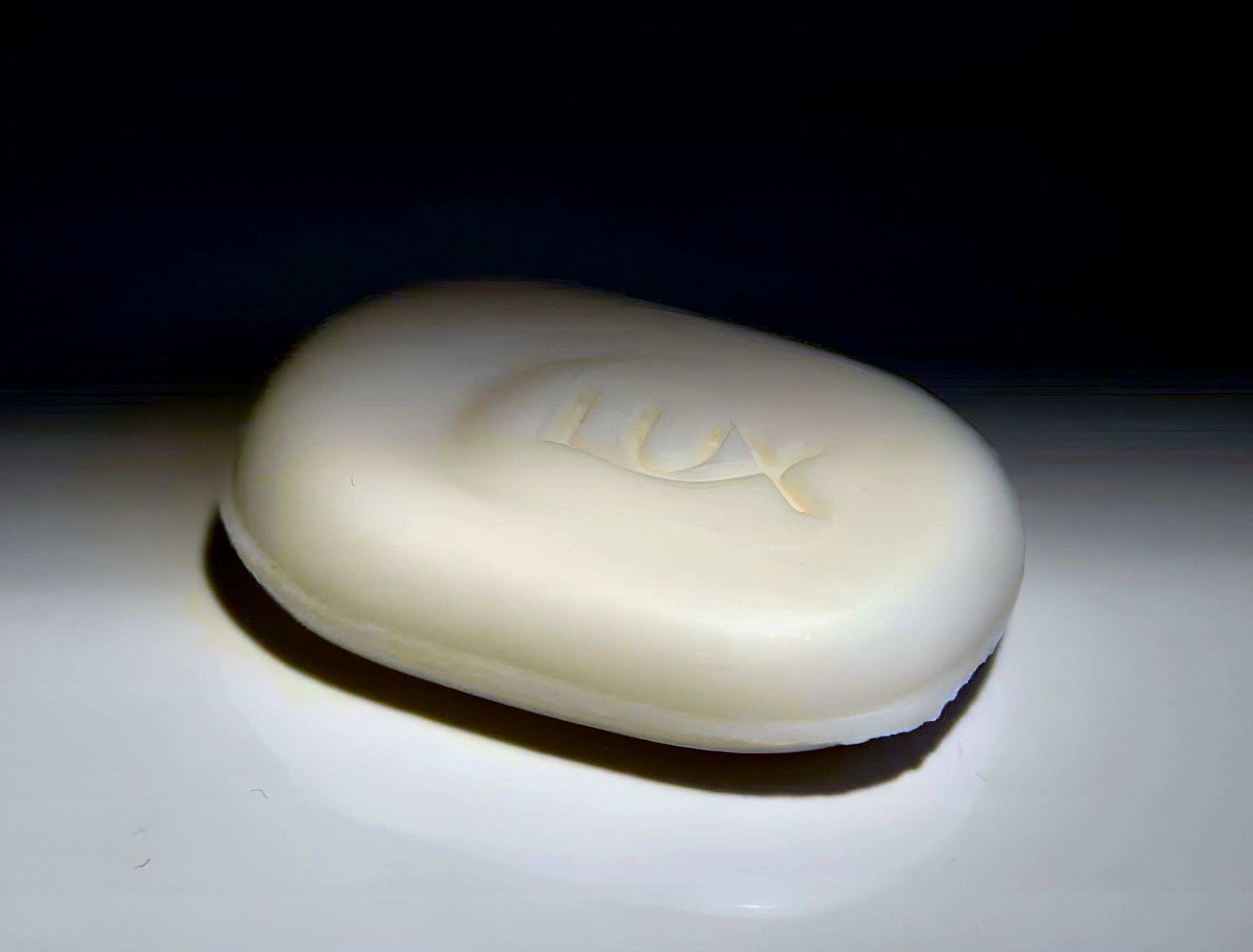
En Luxtvål.

Lux, är ett varumärke för  tvål, numera ägt av nederländska  Unilever. Lux är ett av Europas vanligaste varumärken för tvål. Lux skapades 1899 i Storbritannien och användes då för tvätt. Den kom som badrumstvål 1925.

## Hollywood
Sedan 1930-talet har många Hollywood-skådespelare gjort reklam för Lux-tvål såsom Dorothy Lamour, Joan Crawford,  Judy Garland, Cheryl Ladd, Jennifer Lopez, Elizabeth Taylor, Demi Moore, Sarah Jessica Parker, Catherine Zeta-Jones, Rachel Weisz, Anne Hathaway och Marilyn Monroe.

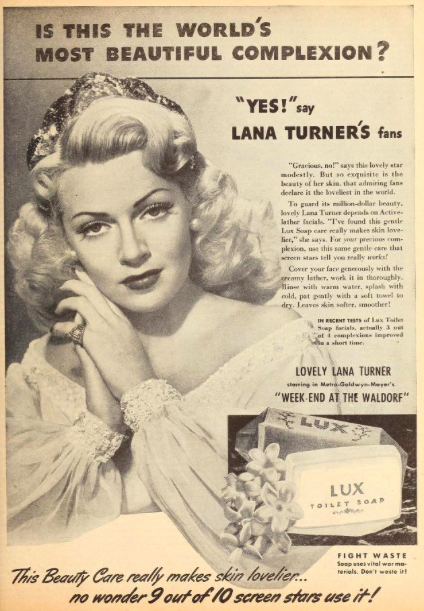
Lana Turner-Lux